# Cesty města (expozice)
Cesty města je název stálé historické expozice umístěné v Muzeu východních Čech v Hradci Králové, konkrétně v historické budově tohoto muzea. Expozice se zaměřuje na dějiny Hradce Králové.
Výstavba expozice probíhala od ledna 2021. K otevření došlo v pátek 3. 12. 2021 v 10 hodin.
Ideové přípravy a projektování trvalo čtyři roky.
Investorem expozice bylo město Hradec Králové. Investice stála přibližně 24,3 mil. Kč. Bezmála 14 milionů Kč činila dotace z Integrovaného operačního programu (IROP) v rámci Hradecko-pardubické aglomerace (ITI).
Expozice byla v červnu 2022 oceněna v rámci udílení výročních cen města Hradce Králové cenou Hradecká múza.

## Členění
Expozice je rozdělena do tří částí ve čtyřech výstavních sálech:
- K městu českých královen – 1 sál – 2. podlaží, kurátor Radek Bláha
- K pevnosti – 1 sál – 2. podlaží, kurátor Josef Šrámek
- K Salonu republiky – 2 sály – 3. podlaží[5], kurátorka Pavla Koritenská

### K městu českých královen

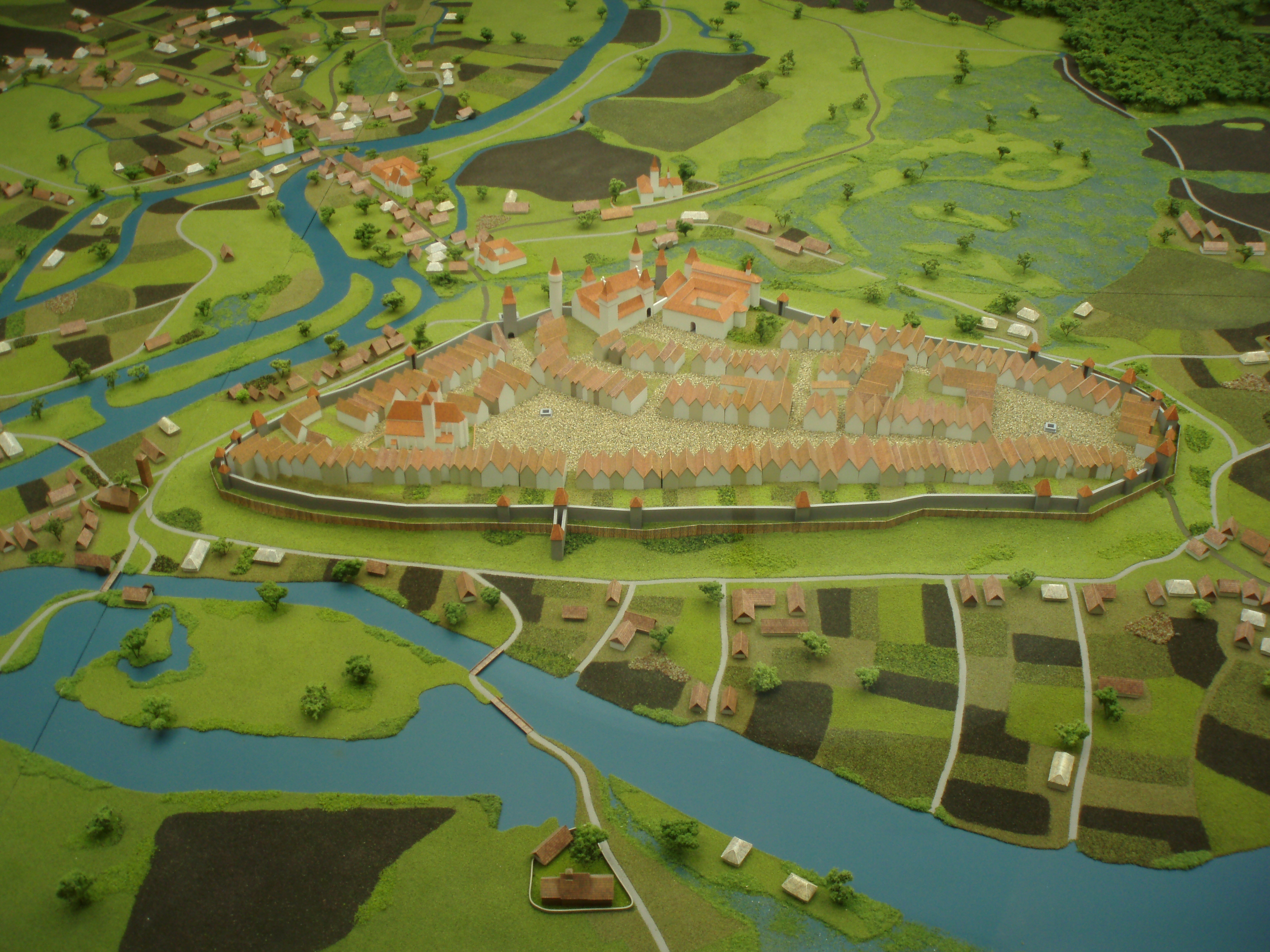
Model středověkého Hradce Králové

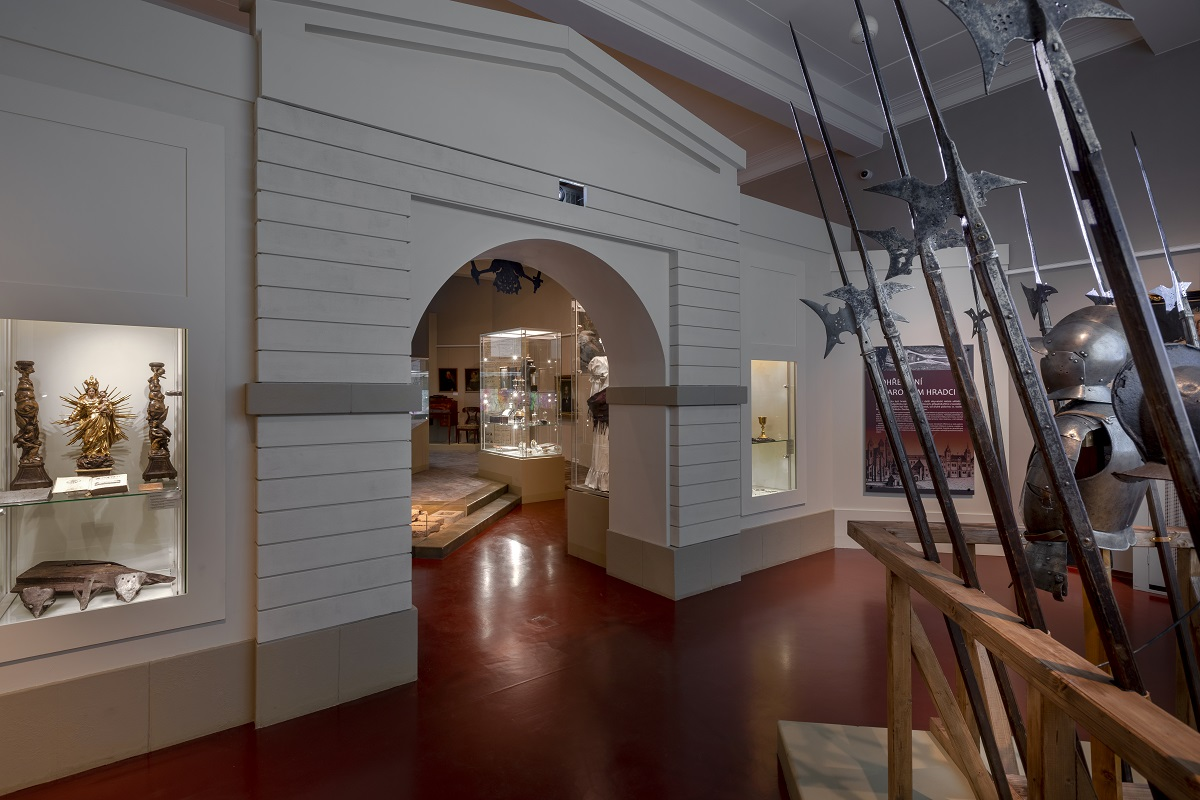

Jakýsi stručný prolog cesty města Hradce Králové vytváří úvodní chodba věnovaná pravěké historii osídlení v prostoru návrší s dnešním historickým centrem města a přilehlého okolí, a to od paleolitu až po mladší dobu železnou. Úvodní prostoru dotváří část kartograficky shrnující rozvoj města.
První hlavní část expozice se věnuje výstavbě a urbanismu města ve 13. až 16. století. Zachyceno a částečně i interaktivně je představeno gotické a renesanční umění ve městě. Největším exponátem je model středověkého Hradce Králové přibližně v roce 1420, který zachycuje řadu pozoruhodných staveb té doby, které následně zanikly. Jednotlivé stavby si návštěvník může prohlédnout v rámci interaktivního promítání dle vlastního výběru, během nějž se daná stavba rozsvěcuje také na modelu.
Model s měřítkem 1:600 vznikl v roce 2008. Má rozměry tři krát čtyři metry a zachycuje území o ploše dva krát dva a půl kilometru. Zajímavým exponátem je také zvonová stolice se zvonem z 16. století.
V expozici jsou rovněž zachycena řemesla a každodenní život ve středověkém městě. Návštěvník si může vyzkoušet náročnost tehdejšího psaní. Duchovní stránku zastupuje část odkazující na církev a katedrálu sv. Ducha, nejvýznamnější církevní stavbu města.

### K pevnosti

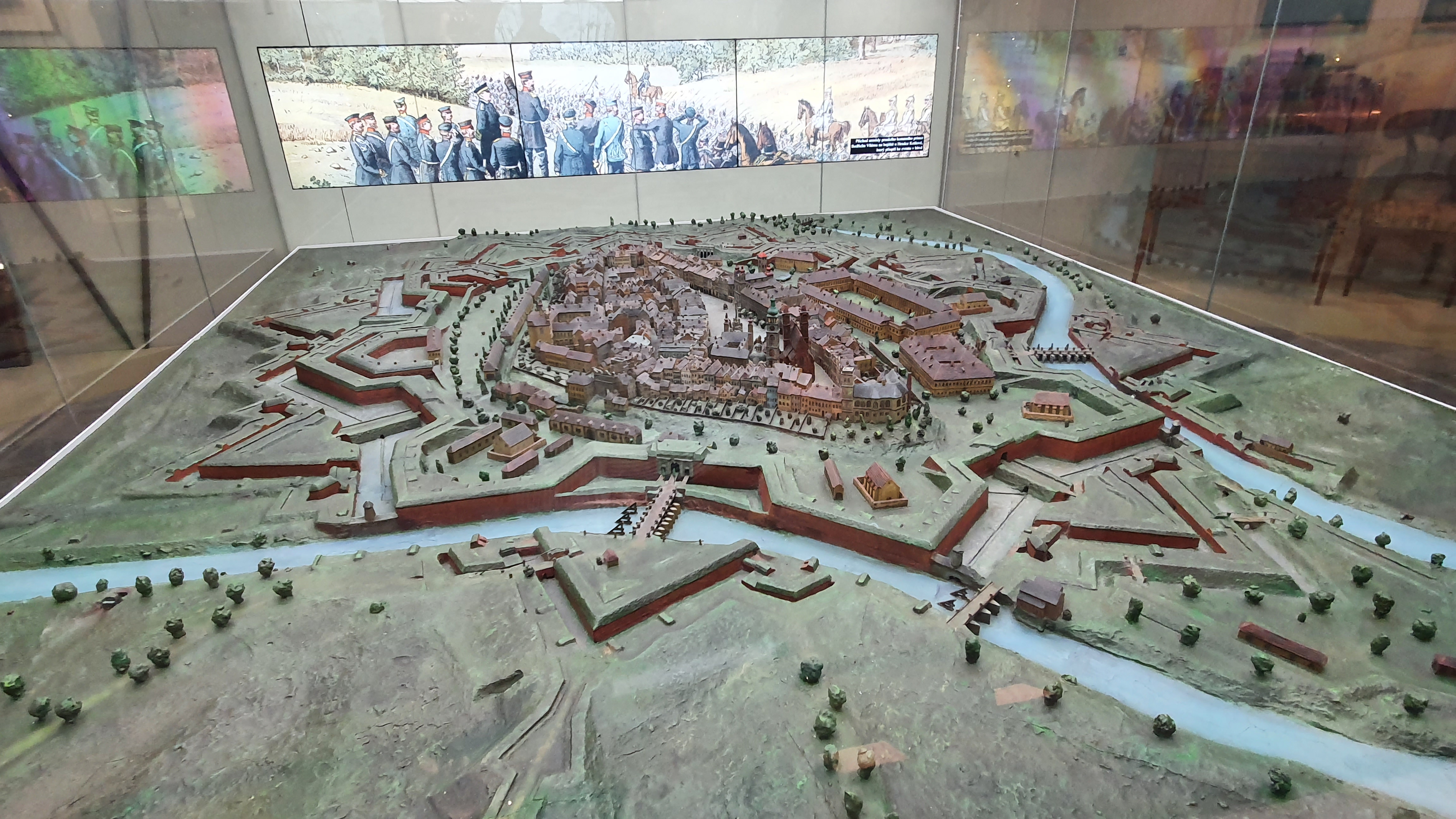
Model pevnostního Hradce Králové

Druhá část expozice se snaží představit život města jako bastionové barokní vojenské pevnosti od 17. století do roku 1866, kdy proběhla prusko-rakouská válka, která znamenala tečku za tímto specifickým obdobím. Dobu třicetileté války připomíná imitace švédské fortifikace, nechybí ani replika pevnostní brány a části pevnostní zdi.
Vyvrcholením této části expozice je model Hradce Králové od Františka Žaloudka, který zachytil, jak pevnostní město vypadalo krátce před prusko-rakouskou válkou v roce 1865. Model vznikl v letech 1908 až 1916.
Důležitým tématem je samotná prusko-rakouská válka, jejíž význam podrobněji zpracovává Muzeum východních Čech v podobě Muzea války 1866 u Chlumu. Důraz je kladen to, jaký byl tento vojenský konflikt z pohledu z pohledu obyvatel města a jak fungovalo soužití civilních obyvatel s vojenskou posádkou. Atmosféru dotvářejí dobové uniformy. Nechybí ani projekce.

### K Salonu republiky
Závěrečná část expozice se věnuje období od bourání vojenské pevnosti po prusko-rakouské válce do poloviny 40. let 20. století. Právě v té době totiž získalo město Hradec Králové základní strukturu, na níž je postaveno i na počátku 21. století. První část expozice tedy zachycuje bourání pevnosti. Za stylizovanou imitací části Pražského mostu a Kotěrova kiosku se návštěvník dostává do části věnované dynamického rozkvětu města na počátku 20. století.
Tato část expozice nejvíce využívá interaktivních prvků díky množství dochovaných fotografií a filmových materiálů. Stěžejním prvkem je projekce zachycující stavební a také správní vývoj Hradce Králové do roku 1945.
Závěrečná část expozice má podobu náměstí či pasáže z období první republiky. Výlohy obchodů reflektují vždy tematické předměty z obchodů té doby. Čelo prostranství mezi výlohami tvoří vstup do repliky kina Bio Central, v němž si může návštěvník pustit dobová videa. Prvorepublikové prostředí doplňuje automobil Start, který byl vyroben právě v Hradci Králové v roce 1929.

## Textové panely (prezentovaná témata)

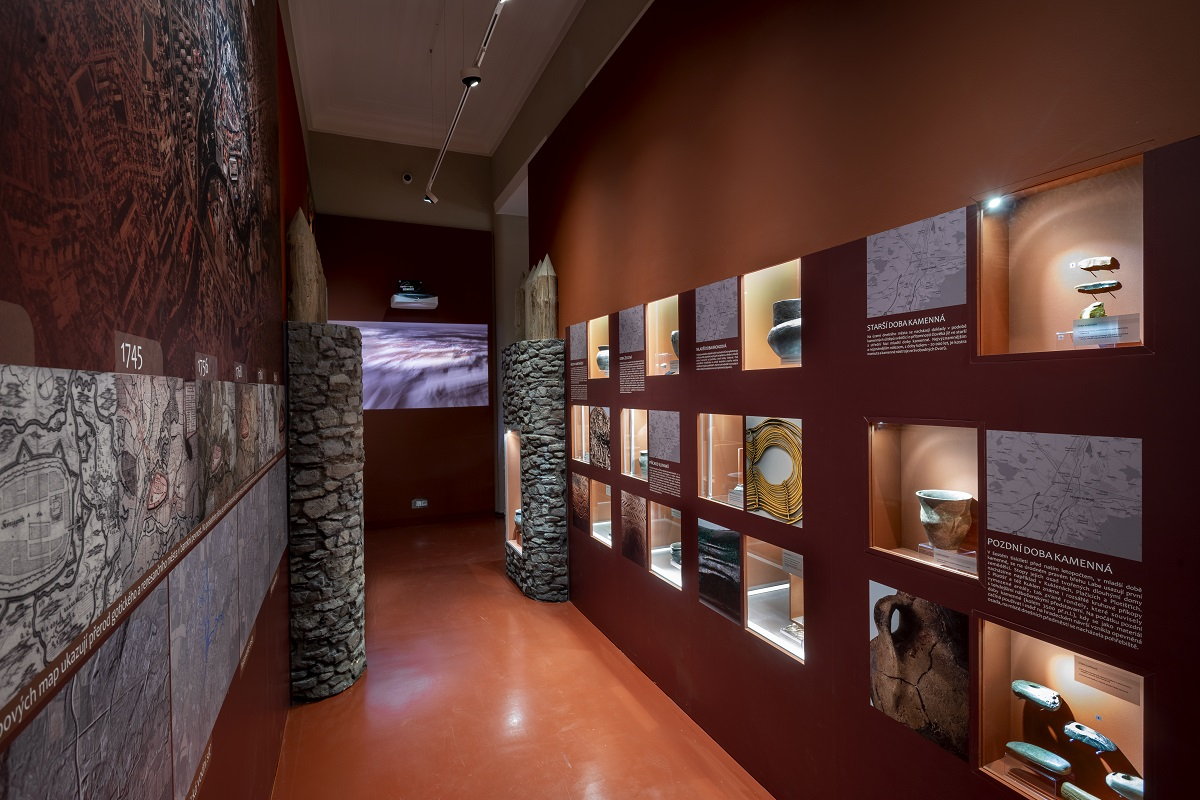

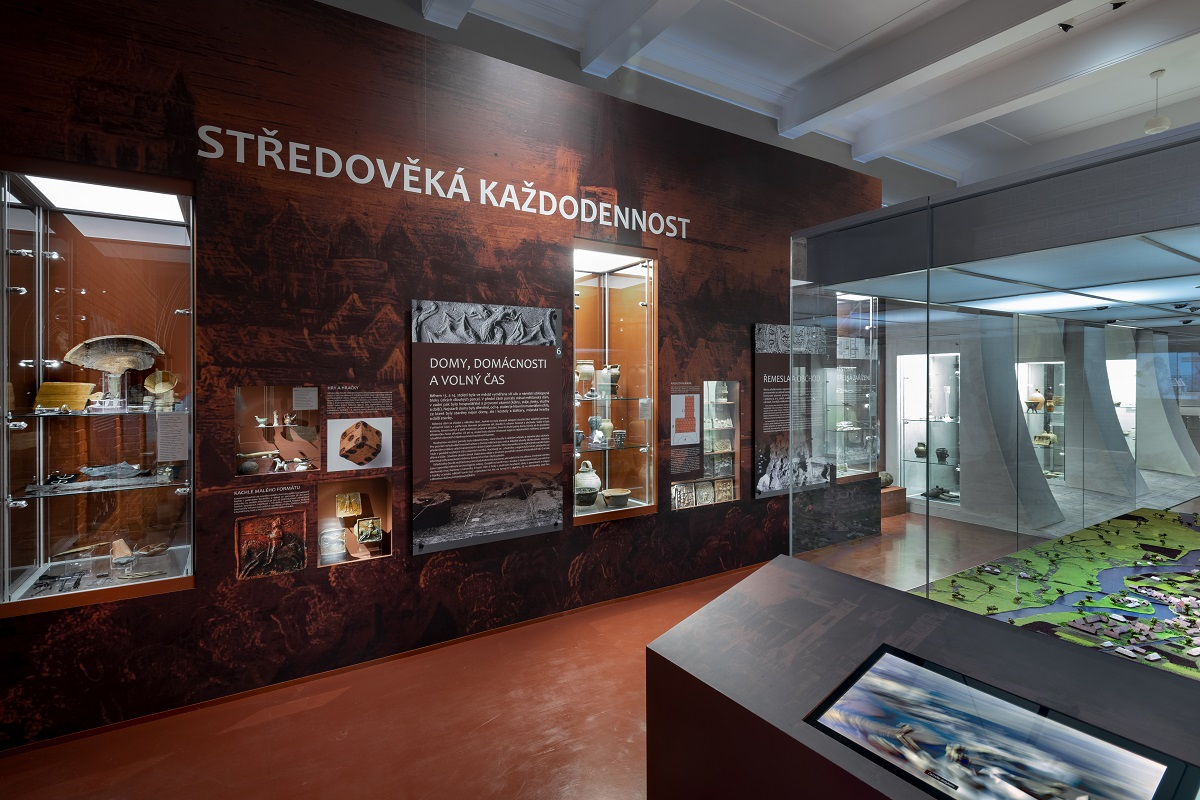

### K městu českých královen
1. Královéhradecké návrší
2. Počátky města
3. Opevnění města
4. Zaniklý hrad a klášter
5. Katastrofy města
6. Domy, domácnosti a volný čas
7. Řemesla a obchod
8. Městská veřejná zařízení
9. Renesanční každodennost
10. Katedrála sv. Ducha
11. Městská kancelář
12. Purkrabství
13. Duchovní život města

### K pevnosti
1. Pohřbívání v barokním Hradci
2. Hradec Králové v éře baroka
3. Život v královéhradecké pevnosti
4. Město Hradec Králové vojenskou pevností

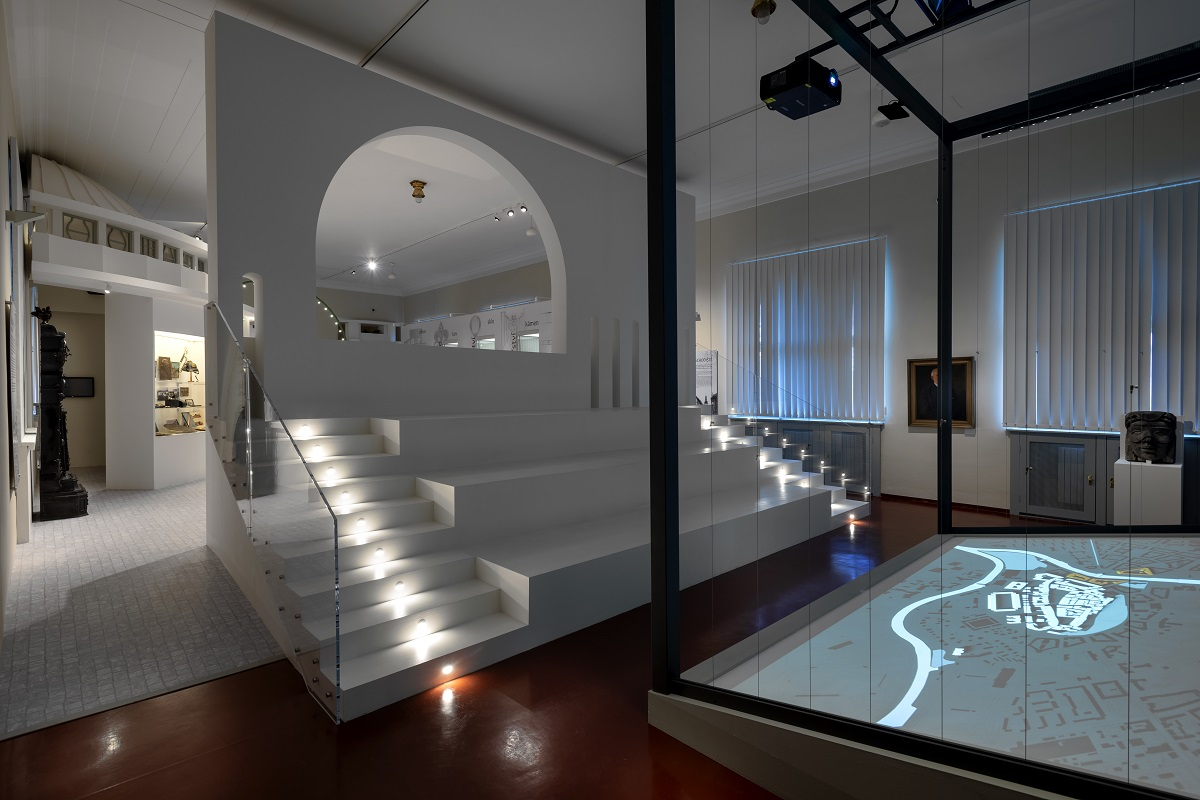

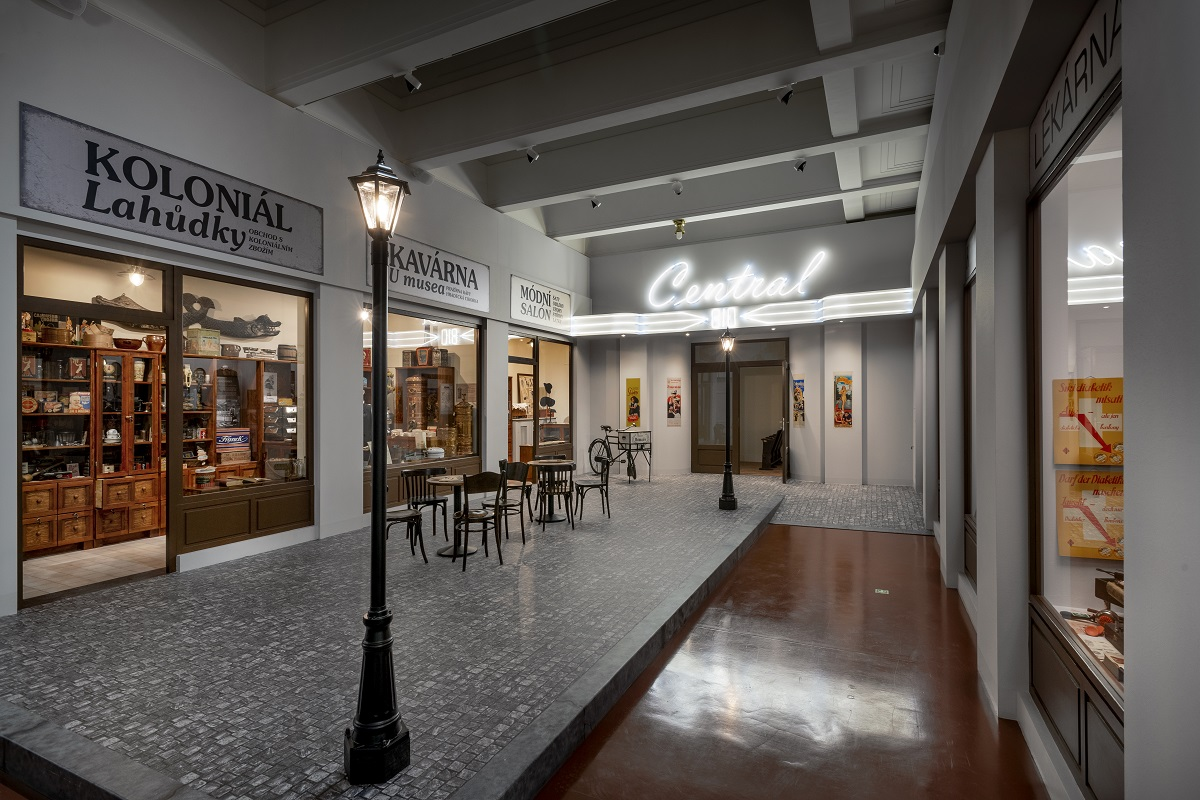

5. Bitva u Hradce Králové
6. Život přerušen válkou

### K Salonu republiky
V této části expozice se nachází nejvíce informačních panelů, nejsou však číslované. Část informací je k dispozici pouze v rámce audioprůvodce. Naopak část infopanelů není součástí audioprohlídky.
- Bourání pevnosti
- Regulace řek
- Hradecensia
- Správní vývoj
- Od pevnosti k „salonu republiky“
- Město a voda – mosty
- Jan Kotěra
- Josef Gočár (bez audioprůvodce)
- Ignát Hermann
- Josef Václav Bohuslav Pilnáček (bez audioprůvodce)
- František Ulrich (bez audioprůvodce)
- Užité umění
- Gočárovo schodiště
- Regulační plán města Hradce Králové (jen v rámci audioprůvodce, bez textového panelu)
- Architektura Hradce Králové (jen v rámci audioprůvodce, bez textového panelu)
- Sochařství Hradce Králové
- Ulrichovo náměstí
- Automobil Start
- Obchod, živnosti
- Lékárny
- Knihkupectví
- Sportovní potřeby
- Modistky – klouboučníci
- Kavárna (jen v rámci audioprůvodce, bez textového panelu)
- Koloniál (jen v rámci audioprůvodce, bez textového panelu)